# Meixi (socken i Kina)
Meixi (kinesiska: 梅溪, 梅溪乡) är en socken i Kina. Den ligger i provinsen Hunan, i den södra delen av landet, omkring 140 kilometer norr om provinshuvudstaden Changsha. Antalet invånare är 38989. Befolkningen består av 18 835 kvinnor och 20 154 män. Barn under 15 år utgör 16,0 %, vuxna 15-64 år 74 %, och äldre över 65 år 9,0 %. Meixi ligger vid sjön Bajiao Hu.
Genomsnittlig årsnederbörd är 1 793 millimeter. Den regnigaste månaden är maj, med i genomsnitt 260 mm nederbörd, och den torraste är januari, med 49 mm nederbörd.